# Stathmodera lobata
Stathmodera lobata là một loài bọ cánh cứng trong họ Cerambycidae.